# Оплемењивање биљака
Оплемењивање биљака је наука о промени својстава биљака у циљу добијања жељених карактеристика. Користи се за побољшање квалитета исхране у производима за људе и животиње. Циљеви оплемењивања биљака су да производе сорте усева које се одликују јединственим и супериорним особинама за разне примене у пољопривреди. Најчешће се утиче на особине које се односе на толеранцију на биотски и абиотски стрес, принос зрна или биомасе, карактеристике квалитета као што су укус или концентрација специфичних биолошких молекула (протеина, шећера, липида, витамина, влакана) и лакоћа обраде (жетва, млевење, печење, претварање у слад, мешање итд.). Оплемењивање биљака може се остварити помоћу многих различитих техника, од једноставног одабира биљака са пожељним карактеристикама за размножавање, до метода које користе знање о генетици и хромозомима, и до сложенијих молекуларних техника (видети култиген и култивар). Гени у биљци су оно што одређује какве ће квалитативне или квантитативне особине имати. Оплемењивачи биљака теже стварању специфичног исхода код биљака и потенцијално нових сорти биљака. 
То широм света практикују појединци попут баштована и пољопривредника, као и професионални узгајивачи биљака запослени у организацијама као што су владине институције, универзитети, индустријска удружења или истраживачки центри специфични за усеве. 
Међународне агенције за развој сматрају да је оплемењивање нових култура важно за осигурање сигурности хране развијањем нових сорти које дају веће приносе, отпорне су на болести, отпорне су на сушу или су регионално прилагођене различитим окружењима и условима узгоја. 

## Историја
Оплемењивање биљака почело је са пољопривредом, а посебно припитомљавањем првих пољопривредних биљака, што је пракса која се процењује да траје уназад 9.000 до 11.000 година. У почетку су ратари једноставно бирали прехрамбене биљке са посебно пожељним карактеристикама и користили их као пра-узорке за наредне генерације, што је довело до накупљања драгоцених фенотипских особина током времена. 
Технологија калемљења практикована је у Кини пре 2000. године п. н. е. 
До 500. п. н. е. ере калемљење је већ било добро успостављено и практиковано.
Грегор Мендел (1822–1884) сматра се „оцем генетике“. Његови експерименти са хибридизацијом биљака довели су до успостављања закона наслеђивања. Генетика је стимулисала истраживања ради побољшања производње биљака оплемењивањем биљака. 
У савременом оплемењивању биљака примењује се генетика, али њена научна основа је шира, и обухвата молекуларну биологију, цитологију, систематику, физиологију, патологију, ентомологију, хемију и статистику (биометрија).  

## Класично оплемењивање биљака
Главна техника оплемењивања биљака је селекција, процес селективног размножавања биљака са пожељним карактеристикама и елиминисање или „одстривање“ оних са мање пожељним карактеристикама.
Друга техника је намерно укрштање блиско или удаљено повезаних јединки како би се произвеле нове сорте или линије усева са пожељним својствима. Биљке су укрштане како би унеле особине/гене из једне сорте или линије у нову генетску подлогу. На пример, грашак отпоран на плесни може се укрстити са грашком који је осетљив, али даје високе приносе, циљ укрштања је увођење отпорности на плесни без губитка карактеристике високог приноса. Потомство укрштања би се затим укрштало са врстом високог приноса како би се осигурало да потомство највише личи на родитеља са високим приносом (укрштање хибрида са једним од родитеља). Затим би се потомство тог укрштања тестирало на принос (селекција, као што је горе описано), а отпорност на плесан и биљке са високим приносом би се даље развијале. Биљке се такође могу укрштати саме са собом за производњу сорти за размножавање. Опрашивачи се могу искључити употребом врећица за опрашивање. 
Класично обогаћивање се у великој мери ослања на хомологну рекомбинацију између хромозома да би се створила генетска разноликост. Такође се могу користити бројне ин витро технике попут фузије протопласта, спашавања заметака или мутагенезе да би створила разноликост и произвеле хибридне биљке које не постоје у природи. 
Својства која су узгајивачи покушали да укључе у усеве укључују: 
1. Побољшан квалитет, попут повећане хранљиве вредности, побољшаног укуса или веће лепоте
2. Повећани принос усева
3. Повећана толеранција притисака животне средине (салинитет, екстремна температура, суша)
4. Отпорност на вирусе, гљивице и бактерије
5. Повећана толеранција на инсекте
6. Повећана толеранција на хербициде
7. Дужи рок складиштења убраних усева

### Пре Другог светског рата
Џон Гартон је 1890-их у Енглеској основао фирму Гартон оплемењивачи пољопривредних биљака и био један од првих који су комерцијализовали нове сорте пољопривредних култура створене унакрсним опрашивањем. Фирма је прво произвела и почела да продаје овас, једну од првих сорти пољопривредног зрна оплемењену контролисаним укрштањем, 1892. године. 
Почетком 20. века узгајивачи биљака су схватили да би Менделова открића о случајној природи наслеђивања могла да се примене на популације садница произведене намерним опрашивањем како би се предвиделе учесталости различитих врста. Хибриди пшенице узгајани су да би повећали производњу усева у Италији током такозване "Битке за жито" (1925-1940). Хетерозис је објаснио Џорџ Харисон Шул. Описује тенденцију потомства одређеног укрштања да надмаши оба родитеља. Кукуруз је прва врста у којој се хетерозис широко користио за производњу хибрида. 
Такође су развијане статистичке методе за анализу деловања гена и разликовање наследних варијација од варијација изазваних окружењем. Маркус Мортон Роудс је 1933. године описао другу важну технику узгоја, цитоплазматски мушки стерилитет (ЦМС), развијен у кукурузу. ЦМС је наслеђено својство због које биљка производи стерилни полен. То омогућава производњу хибрида без потребе за интензивним уклањањем реса. 
Ове ране технике оплемењивања резултирале су великим порастом приноса у Сједињеним Државама почетком 20. века. Слично повећање приноса није било на другим местима све док после Другог светског рата Зелена револуција није повећала производњу усева у свету у развоју током 1960-их. 

### После Другог светског рата
Након Другог светског рата развијене су бројне технике које су узгајивачима биљака омогућавале хибридизацију врста и вештачки индуковале генетску разноликост. 
Када се укрштају далеке сродне врсте, оплемењивачи биљака користе се многим техникама културе биљног ткива како би произвели потомство од иначе неплодног парења. Интерспецифични и интергенерични хибриди настају из укрштања сродних врста или родова који се нормално сексуално не размножавају. Ова укрштања се називају Широка укрштања. На пример, тритикале житарица је хибрид пшенице и ражи. Ћелије у биљкама изведене из прве генерације створене укрштањем садрже неравномерни број хромозома и као резултат тога стерилне су. Инхибитор деобе ћелије колхицин коришћен је да удвостручи број хромозома у ћелији и на тај начин омогући производњу плодне линије. 
Неуспех у производњи хибрида може бити последица некомпатибилности пре или после оплодње. Ако је могућа оплодња између две врсте или рода, хибридни заметак може да абортира пре сазревања. Ако се то догоди, заметак који је резултат интерспецифичног или међугенеричног укрштања понекад се може спасити и узгајати да би створио читаву биљку. Такав метод се назива спасоносни ембрион. Ова техника се користи за производњу новог пиринча за Африку, интерспецифичног укрштања азијског пиринча (Oryza sativa) и афричког пиринча (Oryza glaberrima). 
Хибриди се такође могу произвести техником која се зове протопласт фузија. У овом се случају протопласти спајају, обично у електричном пољу.  
Хемијски мутагени попут ЕМС и ДМС, зрачење и транспозони користе се за стварање мутанта са пожељним особинама који би се оплемењивали са другим култиварима - процес познат као мутацијско оплемењивање. Узгајивачи класичних биљака такође стварају генетску разноликост унутар врсте, користећи процес назван сомаклонална варијација, који се јавља код биљака произведених из културе ткива, посебно биљака које потичу од калуса. Такође се може користити индукована полиплоидија, додавање или уклањање хромозома техником која се назива инжењеринг хромозома. 
Кад се пожељна особина оплемењује у врсту, прави се већи број укрштања фаворизираног родитеља како би нова биљка била што сличнија родитељу који је пожељан. Враћајући се примеру грашка отпорног на плесан који се укршта са високо приносним, али осетљивом грашком, како би потомство грашка отпорног на плесан највише сличило родитељу са високим приносом, потомство ће се пребацити на тог родитеља за неколико генерација. Овим поступком се уклања највећи део генетског доприноса родитеља отпорног на плесан. Класични узгој је, дакле, циклични процес. 
Са класичним техникама оплемењивања, одгајивач не зна тачно који су гени уведени у нове култиваре. Неки научници стога тврде да биљке произведене класичним методама оплемењивања треба да прођу исти режим безбедносног тестирања као и генетски модификоване биљке. Било је случајева да су биљке узгајане класичним техникама биле неприкладне за људску исхрану, на пример, отров соланин је ненамерно порастао на неприхватљив ниво у неким сортама кромпира оплемењивањем биљака. Нове сорте кромпира се често прегледају на ниво соланина пре него што дођу до тржишта. 

## Савремено оплемењивање биљака
Савремено оплемењивање биљака може користити технике молекуларне биологије да би се одабрале, или у случају генетске модификације, да би се убациле пожељне особине у биљке. Примена биотехнологије или молекуларне биологије позната је и као молекуларно оплемењивање. 

### Маркерима потпомогнут избор
Понекад много различитих гена може утицати на пожељну особину у узгоју биљака. Употреба алата као што су молекуларни маркери или ДНК анализа могу мапирати хиљаде гена. То омогућава оплемењивачима биљака да претраже велику популацију биљака на оне које имају особину од интереса. Скрининг се заснива на присуству или одсуству одређеног гена утврђеног лабораторијским процедурама, а не на визуелном препознавању изражених особина у биљци. Сврха селекције потпомогнуте маркерима, или анализе биљних генома, је идентификација локације и функције (фенотипа) различитих гена у геному. Ако су сви гени идентификовани, то води у секвенцу генома. Све биљке имају различите величине и дужине генома са генима који кодирају различите протеине, али многи су такође исти. Ако су локација и функција гена идентификоване код једне биљне врсте, врло сличан ген се вероватно може наћи и на сличној локацији у геному друге врсте.

### Реверзно оплемењивање и удвостручени хаплоиди (ДХ)
Хомозиготне биљке са пожељним особинама могу се произвести из хетерозиготних полазних биљака, ако се може произвести хаплоидна ћелија са алелама за те особине, а затим користити за прављење удвострученог хаплоида. Дупли хаплоид ће бити хомозигот за жељене особине. Коришћењем обраде биљног ткива могу се добити хаплоидне или двоструко хаплоидне биљне линије и генерације. Ово минимизира количину генетске разноликости међу тим биљним врстама како би се изабрале пожељне особине које ће повећати кондицију појединаца. Коришћењем ове методе смањује се потреба за узгојем више генерација биљака како би се добила генерација која је хомологна жељеним особинама, чиме се штеди много времена у процесу. Постоје многе технике култивације биљног ткива које се могу користити за постизање хаплоидних биљака, али микроспорна култивација тренутно је најперспективнија за производњу највећег броја њих. 

### Генетска модификација
Генетска модификација биљака постиже се додавањем одређеног гена или гена биљци или обарањем гена помоћу РНК интерференције да би се добио жељени фенотип. Биљке које настају додавањем гена често се називају трансгеним биљкама. Ако се за генетичку модификацију користе гени врсте или биљка која се може укрштати под контролом свог изворног промотера, онда се називају цисгеним биљкама. Понекад генетска модификација може да произведе биљку са жељеним особинама или особинама брже од класичног оплемењивања, јер већина генома биљке није измењена.     
Већина комерцијално произведених трансгених биљака ограничена је на биљке које су стекле отпорност на инсекте и хербициде. Отпорност на инсекте постиже се уградњом гена из бактерије Bacillus thuringiensis који кодира протеин који је токсичан за неке инсекте. На пример, Bacillus thuringiensis, уобичајена штеточина памука, храни се памуком, она ће прогутати токсин и умрети. Хербициди обично делују везивањем на одређене биљне ензиме и инхибирањем њиховог деловања. Ензими које хербицид инхибира познати су као циљно место хербицида. Отпорност на хербициде може се усвојити у усевима експресијом верзије протеина циљаног места који се хербицидом не инхибира. Ово је метода која се користи за производњу усева отпорних на глифосат. 
Генетска модификација може додатно повећати приносе повећањем отпорности на стрес за дато окружење. Стресови попут температурних варијација сигнализирају се биљци преко каскаде сигналних молекула који ће активирати транскрипциони фактор за регулисање експресије гена. Показало се да је прекомерна експресија одређених гена који су укључени у аклиматизацију хладноће отпорнија на смрзавање, што је један од уобичајених узрока губитка приноса.
Генетска модификација биљака које могу производити фармацеутске лекове (и индустријске хемикалије), ново је подручје оплемењивања биљака.

## Питања и забринутост
Савремено оплемењивање биљака, било да је  класично или помоћу генетског инжењеринга, има забрињавајућа питања, посебно у погледу усева намењених исхрани. Питање да ли оплемењивање може имати негативан утицај на хранљиву вредност је кључно. Иако је релативно мало директних истраживања у овој области урађено, постоје научне индикације да, фаворизирањем одређених аспеката развоја биљке, други аспекти могу бити умањени. Студија објављена у Часопису Америчког колеџа за исхрану 2004. године под називом Промене у подацима о саставу хране за 43 врсте, 1950. до 1999. године, упоређивала је нутритивну анализу поврћа током 1950. и 1999. године и утврдила да је хранљива вредност смањена у шест од 13 мерених нутријената.  Такође је утврђено смањење калцијума, фосфора, гвожђа и аскорбинске киселине. Студија, спроведена на Биохемијском институту, Универзитета Тексаса у Остину, закључила је сажето: "Предлажемо да се било који стварни пад најлакше објасни променама култивисаних сорти између 1950. и 1999. године, у којима је могло доћи до компромиса између приноса и садржаја хранљивих материја." 
Дебата око генетски модификоване хране током деведесетих имала је врхунац 1999. године у погледу медијске покривености и перцепције ризика, а наставља се и данас - на пример, „Немачка је одговорила на раст европске побуне због генетски модификованих култура забраном садње широко узгајане сорте кукуруза отпорног на штеточине." Дебата обухвата еколошки утицај генетски модификованих биљака, безбедност генетски модификоване хране и концепте коришћене за процену безбедности као што је суштинска еквиваленција. Овакве бриге нису новост у оплемењивању биљака. Већина земаља је у току регулаторних процеса који ће помоћи да се осигурају да су нове сорте усева на тржишту безбедне и да удовољавају потребама пољопривредника. Примери укључују регистрацију сорти, шеме сејања, одобрења за ГМ биљке итд. 
Права узгајивача биљака су такође велико и контроверзно питање. Данас производњом нових сорти доминирају узгајивачи комерцијалних биљака, који настоје заштитити свој рад и прикупљати тантијеме путем националних и међународних споразума заснованих на правима интелектуалне својине. Распон повезаних питања је сложен. Најједноставније речено, критичари све рестриктивнијих прописа тврде да, комбинацијом техничких и економских притисака, комерцијални узгајивачи смањују биолошку разноликост и значајно ограничавају појединце (попут пољопривредника) у развоју и трговању семеном на регионалном нивоу.
Када се узгајају нове расе или култивари биљака, морају се одржавати и размножавати. Неке биљке се размножавају асексуално, док се друге размножавају семеном. Семе размножених култивара захтева посебну контролу над извором семена и производним поступцима ради одржавања интегритета резултата врста биљака. Изолација је потребна да се спречи унакрсна контаминација сродним биљкама или мешање семена после жетве. Изолација се обично постиже даљином садње, али код одређених култура, биљке су затворене у пластеницима или кавезима.  

## Улога узгоја биљака у органској пољопривреди
Критичари органске пољопривреде тврде да даје прениске приносе да би могла бити одржива алтернатива конвенционалној пољопривреди. Међутим, део тих лоших резултата може бити резултат узгоја лоше прилагођених сорти.  Процењује се да се преко 95% органске пољопривреде заснива на конвенционално прилагођеним сортама. Узгој сорти посебно прилагођених јединственим условима органске пољопривреде од пресудног је значаја за овај сектор да оствари свој пуни потенцијал. Ово захтева избор особина као што су:  
- Ефикасност употребе воде
- Ефикасност коришћења хранљивих материја (посебно азота и фосфора)
- Конкурентност корова
- Толеранција механичког сузбијања корова
- Отпорност на штеточине/болести
- Рана зрелост (као механизам за избегавање појединих стресова)
- Толеранција на абиотски стрес (тј. суша, салинитет итд...)

Тренутно је мало оплемењивачких програма усмерено на органску пољопривреду и донедавно се они који су се бавили овим сектором углавном ослањали на индиректну селекцију (тј. селекцију у конвенционалним окружењима за особине које се сматрају важним за органску пољопривреду). Међутим, с обзиром на то да је разлика између органског и конвенционалног окружења велика, одређени генотип може се понашати врло различито у свакој средини због интеракције гена и животне средине. Ако је ова интеракција довољно озбиљна, у уобичајеном окружењу можда неће бити откривена важна особина потребна за органско окружење, што може резултирати одабиром лоше прилагођених јединки. Како би се осигурало идентификовање најприлагођенијих сорти, заговорници органског узгоја сада промовишу употребу директне селекције (тј. селекције у циљном окружењу) за многе агрономске особине.   

## Оплемењивање и сигурност хране
Да би пољопривреда успела у будућности, морају се извршити промене које би могле решавати настала глобална питања. Ова питања су недостатак обрадиве земље, све тежи услови за усев и потреба за одржавањем сигурности хране, што укључује и могућност светске популације да обезбеди довољну количину хране. Усеви морају бити у стању сазрети у више окружења како би се омогућио приступ широм света, што укључује решавање проблема, укључујући толеранцију на сушу. Сугерисано је да су глобална решења остварива кроз процес оплемењивања биљака, са његовом способношћу да одабере специфичне гене који омогућавају усевима да расту на нивоу који даје жељене резултате.

### Принос
Са повећањем становништва, производња хране треба да се повећа у складу са тим. Процењује се да је до 2050. године потребно повећати производњу хране за 70% да би се испунила Декларација Светског самита о безбедности хране. Али са деградацијом пољопривредног земљишта, једноставно садња више усева више није одржива опција. Нове сорте биљака могу се у неким случајевима развити узгајањем биљака које стварају повећање приноса без ослањања на повећање површине земљишта. Пример тога може се видети у Азији, где се производња хране по глави становника повећала двоструко. То је постигнуто не само употребом ђубрива, већ и коришћењем бољих усева који су посебно дизајнирани за то подручје. 

### Хранљива вредност
Оплемењивање биљака може допринети глобалној сигурности хране јер је то исплативо средство за повећање хранљиве вредности хране и усева. Оплемењивање биљака је кључно средство за постизање будуће пољопривреде на напреднијем нивоу.

### Еколошки стресови
Узгој биљака хибридних култура постало је изузетно популарно широм света у настојању да се бори против оштрог окружења. Оплемењивање биљака од пресудног је значаја за опстанак будуће пољопривреде јер омогућава пољопривредницима да производе усеве отпорне на стрес, а тиме побољшавају и сигурност хране. У земљама које доживљавају оштре зиме, попут Исланда, Немачке и даљег истока у Европи, оплемењивачи биљака су укључени у узгој ради толеранције на мраз, континуираног снежног покривача, суше (смрзавање од ветра и сунчевог зрачења под мразом) и високих нивоа влаге зими у земљишту.

## Партиципативни узгој биљака
Партиципативно оплемењивање биљака (ПОБ) је када су пољопривредници укључени у програм побољшања усева са могућностима доношења одлука и доприноса истраживачком процесу у различитим фазама.  Партиципативни приступи побољшању усева такође се могу применити када се биотехнологије користе за унапређивање усева. Локални пољопривредни системи и генетска разноликост развијају се и јачају побољшањем усева, где партиципативно побољшање усева (ППУ) игра велику улогу. ПОБ је унапређен знањем фармера о потребном квалитету и евалуацији циљног окружења што утиче на ефикасност ПОБ-а.

## Списак значајних оплемењивача биљака
- Thomas Andrew Knight
- Keith Downey
- Luther Burbank
- Nazareno Strampelli
- Niels Ebbesen Hansen
- Норман Борлоуг

### Опште
- McCouch, S. (2004). „Diversifying Selection in Plant Breeding”. PLOS Biol. 2 (10): e347. PMC 521731 . PMID 15486582. doi:10.1371/journal.pbio.0020347.
- Briggs, F.N. and Knowles, P.F. Introduction to Plant Breeding. 1967.. Reinhold Publishing Corporation, New York.
- Curry, Helen Anne (2016). Evolution Made to Order: Plant Breeding and Technological Innovation in Twentieth-Century America. U of Chicago Press.. x, 285 pp.
- Gepts, P. (2002). „A Comparison between Crop Domestication, Classical Plant Breeding, and Genetic Engineering”. Crop Science. 42 (6): 1780—1790. doi:10.2135/cropsci2002.1780.
- The Origins of Agriculture and Crop Domestication – The Harlan Symposium
- Schlegel, Rolf (2009) Encyclopedic Dictionary of Plant Breeding Архивирано на веб-сајту  (29. октобар 2013) 2nd ed. ( 9781439802427),  CRC Press, Boca Raton, FL, USA, pp 584
- Schlegel, Rolf  (2007) Concise Encyclopedia of Crop Improvement: Institutions, Persons, Theories, Methods, and Histories ( 9781560221463),  CRC Press, Boca Raton, FL, USA, pp 423
- Schlegel, Rolf (2014). Dictionary of Plant Breeding, 2nd ed. ISBN 978-1439802427.. , CRC Press, Boca Raton, Taylor & Francis Group, Inc., New York, USA, pp 584
- Schouten, Henk J.; Krens, Frans A.; Jacobsen, Evert (2006). „Do cisgenic plants warrant less stringent oversight?”. Nature Biotechnology. 24 (7): 753. PMID 16841052. doi:10.1038/nbt0706-753.
- Schouten, Henk J.; Krens, Frans A.; Jacobsen, Evert (2006). „Cisgenic plants are similar to traditionally bred plants”. EMBO Reports. 7 (8): 750—753. PMC 1525145 . PMID 16880817. doi:10.1038/sj.embor.7400769.
- Sun. „From indica and japonica splitting in common wild rice DNA to the origin and evolution of Asian cultivated rice”. Agricultural Archaeology. 1998: 21—29. Архивирано из оригинала 23. 02. 2005. г. Приступљено 24. 08. 2020.
- Thro, A.M.; Spillane, C. (1999) Biotechnology assisted participatory plant breeding: Complement or contradiction? CGIAR Program on Participatory Research and Gender Analysis, Working Document No.4, CIAT: Cali. 150pp.
- Deppe, Carol (2000). Breed Your Own Vegetable Varieties. Chelsea Green Publishing.
- Vaschetto, Luis M., ур. (2020). Cereal Genomics. Methods in Molecular Biology (на језику: енглески). 2072. ISBN 978-1-4939-9864-7. ISSN 1064-3745. doi:10.1007/978-1-4939-9865-4.